# Óscar Ellis
Óscar Ellis Lamig (* 3. Mai 1909 in Los Ángeles; † 1. April 1987 in São Paulo) war ein chilenischer Fußballspieler. Der Abwehrspieler lief in einem Länderspiel für die chilenische Nationalmannschaft auf.

## Karriere

### Verein
Óscar Ellis, Spitzname Gringo aufgrund seines Aussehens und seines Namens, spielte seine komplette Karriere für Santiago Morning. Er trat bei Gründung der Primera División in den Klub ein, der noch unter dem Namen Morning Star firmierte. Der Verteidiger gehörte zur Meistermannschaft von 1942.

### Nationalmannschaft
Óscar Ellis absolvierte ein Länderspiel beim Campeonato Sudamericano 1941 unter Máximo Garay. Beim 5:0-Erfolg über Ecuador spielte er die vollen 90 Spielminuten. Sein Team wurde bei der Südamerikameisterschaft nach zwei Siegen und zwei Niederlagen Dritter.

## Erfolge
Santiago Morning
- Chilenischer Meister: 1942